# Watertoren (Zwolle)
De voormalige watertoren aan de Turfmarkt in Zwolle is gebouwd in 1892 naar een ontwerp van architect Jan Schotel. Sinds 2018 is het een appartementencomplex.
De toren heeft een hoogte van 36,00 meter en had een waterreservoir van 500 m3. In 1935 is deze gerenoveerd en in 1959 is de originele toren omgeven door een stenen muur. Sinds 1996 was de toren niet meer als watertoren in gebruik.
Tussen juli 2017 en november 2018 is de watertoren omgevormd tot appartementencomplex met 21 woningen. Het onderste deel werd in zijn oorspronkelijke staat hersteld en het bovenste deel werd voorzien van nieuwbouw. Vanaf de eerste tot en met de zesde verdieping bevindt zich één appartement per bouwlaag. Daarbovenop bevindt zich de opbouw met drie appartementen per bouwlaag. De verbouwde watertoren won de Erfgoedprijs 2019 van de gemeente Zwolle en Kampen.
Almelo
(Oude ·
Spinnerij ·
Sluiskade ·
Reggestraat) ·
Borne ·
Daarle ·
Delden ·
Deventer ·
Enschede
(Hoog & Droog ·
Janninktoren ·
Menkotoren) · 
Goor ·
Hengelo
(Oude ·
Stork, 1902 ·
Stork, 1917) ·
Kuinre ·
De Lichtmis · 
Lutten ·
Nijverdal
(Oude ·
Nieuwe) ·
Oldenzaal ·
Olst ·
Ootmarsum ·
Raalte · 
Sint Jansklooster ·
Steenwijk ·
Steenwijkerwold ·
Vriezenveen · 
Zwolle